# Samotín
Samotín (deutsch Samotin) ist ein Ortsteil von Sněžné in Tschechien. Er liegt vier Kilometer westlich von Sněžné und gehört zum Okres Žďár nad Sázavou.

## Geographie
Die Streusiedlung Samotín befindet sich im Südosten der Saarer Berge am östlichen Hand des Hügels Na Kopečku (750 m). Nördlich entspringt der Bach Černý potok, der der Svratka zufließt. Im Norden erheben sich die geschützten Felskuppen der Malinská skála (811 m) und Drátenická skála (775 m) und östlich die Teplá (782 m). Oberhalb des Na Kopečku liegen nordwestlich die Křovina (830 m), Lisovská skála (802 m) und die Devět skal (836 m).
Nachbarorte sind Moravské Křižánky im Norden, České Milovy und Milovy im Nordosten, Blatiny im Osten, Krátká im Südosten, Kadov im Süden, Fryšava pod Žákovou horou im Südwesten sowie Fryšavské Hájenky und Blatky im Westen.

## Geschichte
Der Ort entstand während der letzten Kolonisationsphase auf dem Gebiet der Herrschaft Neustadtl zu Beginn des 18. Jahrhunderts. Erstmals urkundlich erwähnt wurde der Ort Na Samotíně im Jahre 1717. Er wurde von Holzfällern und Köhlern gegründet, die die Eisenhütte Kadau mit Brennstoffen versorgten und die Gegend urbar machten. Auf den gerodeten Flächen wurde Landwirtschaft betrieben. 1735 bestand Samotín aus acht Anwesen. Zu dieser Zeit ließ die Gräfin von Hohenzollen die Flurstücke vermessen und legte die Frondienste fest. 1741 wurden zwischen Samotín und Blatiny vier Eisenschächte betrieben. Das älteste Ortssiegel stammt von 1767. Der Bergbau erlosch in der ersten Hälfte des 19. Jahrhunderts.
Nach der Aufhebung der Patrimonialherrschaften bildete Samotin ab 1850 einen Ortsteil der Gemeinde Nové Sady im politischen Bezirk Neustadtl. 1919 wurde Samotín zu einer eigenständigen Gemeinde. Während der deutschen Besatzung operierte in der Gemeinde die Partisanengruppe Zarevo. Seit dem 20. Jahrhundert ist Samotín ein Ferienort. Zu den Dauergästen gehörte der Komponist Zdeněk Blažek. Zu Beginn des Jahres 1949 wurde Samotín dem Okres Žďár nad Sázavou zugeordnet. 1961 erfolgte die Eingemeindung nach Krátká. 1964 wurde das Dorf ein Teil der Gemeinde Kadov und 1992 kam es zu Sněžné.
1991 hatte der Ort 17 Einwohner. Im Jahre 2001 bestand das Dorf aus 24 Wohnhäusern, in denen 16 Menschen lebten.

## Sehenswürdigkeiten
- Naturreservate Lisovská skála, Malinská skála und Drátenická skála
- Gedenktafel an die Partisanengruppe Zarevo